# نیوباری غربی (ماساچوست)
نیوباری غربی (به انگلیسی: West Newbury) یک شهر در شهرستان اسکس ایالت ماساچوست آمریکا است. این شهر بر روی رودخانه مریمک واقع شده و طبق آمار منتشر شدهٔ سال ۲۰۰۶ اداره آمار آمریکا دارای ۴٬۴۵۰ نفر جمعیت می‌باشد.